# Rocco Pezzullo
Rocco Pezzullo, né le 24 février 2001, est un joueur suisse de hockey sur glace. Il joue au poste de défenseur.

## Biographie

### Jeunesse
Rocco Pezzullo chausse des patins pour la première fois à l'âge de quatre ans, à Biasca. L'année suivante, il patine avec une crosse. Il intègre rapidement le mouvement junior du HC Ambrì-Piotta. Après avoir terminé son école secondaire à Biasca, il poursuit son parcours scolaire à l'école pour sportif d'élite de Tenero. Il y complète son cursus en trois ans.

### En club
Pezzullo commence sa carrière professionnelle avec le HCB Ticino Rockets en Swiss League lors de la saison 2019-2020. Il joue son premier match le 13 septembre 2019. Le 20 janvier 2020, il joue un match en National League avec Ambrì-Piotta face au SCL Tigers. La saison suivante, il fait partie des cadres de l'équipe fanion, jouant trente-huit matchs, mais n'obtenant aucun point.
Pezzullo partage la saison 2021-2022 entre la SL et la NL. Il est prêté l'espace de deux matchs au SC Rapperswil-Jona Lakers. L'année suivante, il subit une commotion cérébrale lors d'un match préparatoire le 27 août 2022 qui l'empêche de jouer pendant un mois. Le 28 octobre 2023, lors d'une rencontre face au HC Ajoie, il subit une nouvelle commotion cérébrale. Il met du temps à s'en remettre, ne jouant plus que treize matchs en Juniors Élites A et un match en SL. En 2023-2024, il revient en équipe première et s'y impose comme le défenseur suisse le plus utilisé. Le 24 décembre 2023, il prolonge son contrat avec Ambri jusqu'à l'été 2028. Lors de la saison suivante, après vingt matchs ou il a obtenu trois passes, il est prêtté en licence B au HC Viège. Il est sacré champion de Swiss League au terme des séries éliminatoires avec Viège et défie le HC Ajoie lors du barrage de Qualification pour la NL, mais perd cette série en cinq matchs.

### Carrière internationale
Il participe au Championnat du monde U18 de 2019 et aux championnats du monde junior de 2020 et de 2021.

### Vie privée
Son père, Giovanni, est un charpentier originaire de l'Italie du sud. Sa mère, Irina, est originaire de Lettonie, gère un restaurant. Il a un grand frère et un petit frère.

## Statistiques

### En club

#### Championnat
| Saison    | Équipe                    | Ligue            |     | Saison régulière | Saison régulière | Saison régulière | Saison régulière | Saison régulière |   | Séries éliminatoires | Séries éliminatoires | Séries éliminatoires | Séries éliminatoires | Séries éliminatoires |
| Saison    | Équipe                    | Ligue            | PJ  | B                | A                | Pts              | Pun              | PJ               | B | A                    | Pts                  | Pun                  |                      |                      |
| 2017-2018 | HC Ambrì-Piotta U20       | Juniors Élites A | 4   | 0                | 1                | 1                | 0                | -                | - | -                    | -                    | -                    |                      |                      |
| 2018-2019 | HC Ambrì-Piotta U20       | Juniors Élites A | 39  | 4                | 6                | 10               | 30               | 5                | 0 | 1                    | 1                    | 4                    |                      |                      |
| 2019-2020 | HC Ambrì-Piotta U20       | U20 Élites       | 11  | 3                | 1                | 4                | 12               | 2                | 0 | 1                    | 1                    | 0                    |                      |                      |
| 2019-2020 | HC Ambrì-Piotta           | NL               | 9   | 0                | 0                | 0                | 0                | -                | - | -                    | -                    | -                    |                      |                      |
| 2019-2020 | HCB Ticino Rockets        | SL               | 26  | 0                | 1                | 1                | 18               | -                | - | -                    | -                    | -                    |                      |                      |
| 2020-2021 | HC Ambrì-Piotta U20       | U20 Élites       | 3   | 0                | 0                | 0                | 4                | -                | - | -                    | -                    | -                    |                      |                      |
| 2020-2021 | HC Ambrì-Piotta           | NL               | 38  | 0                | 0                | 0                | 10               | -                | - | -                    | -                    | -                    |                      |                      |
| 2021-2022 | HC Ambrì-Piotta           | NL               | 24  | 0                | 2                | 2                | 2                | -                | - | -                    | -                    | -                    |                      |                      |
| 2021-2022 | HCB Ticino Rockets        | SL               | 23  | 4                | 1                | 5                | 8                | -                | - | -                    | -                    | -                    |                      |                      |
| 2021-2022 | SC Rapperswil-Jona Lakers | NL               | 2   | 0                | 0                | 0                | 0                | -                | - | -                    | -                    | -                    |                      |                      |
| 2022-2023 | HC Ambrì-Piotta U20       | U20 Élites       | 9   | 3                | 8                | 11               | 12               | 4                | 0 | 1                    | 1                    | 31                   |                      |                      |
| 2022-2023 | HC Ambrì-Piotta           | NL               | 2   | 0                | 0                | 0                | 0                | -                | - | -                    | -                    | -                    |                      |                      |
| 2022-2023 | HCB Ticino Rockets        | SL               | 16  | 1                | 1                | 2                | 2                | -                | - | -                    | -                    | -                    |                      |                      |
| 2023-2024 | HC Ambrì-Piotta           | NL               | 48  | 2                | 8                | 10               | 12               | 3                | 0 | 0                    | 0                    | 2                    |                      |                      |
| 2024-2025 | HC Ambrì-Piotta           | NL               | 20  | 0                | 3                | 3                | 6                | -                | - | -                    | -                    | -                    |                      |                      |
| 2024-2025 | HC Viège                  | SL               | 6   | 0                | 1                | 1                | 4                | 5                | 0 | 1                    | 1                    | 0                    |                      |                      |
| 2024-2025 | HC Viège                  | NL Qualification | -   | -                | -                | -                | -                | 5                | 1 | 0                    | 1                    | 0                    |                      |                      |
| Totaux NL | Totaux NL                 | Totaux NL        | 143 | 2                | 13               | 15               | 30               | 3                | 0 | 0                    | 0                    | 2                    |                      |                      |

#### Tournoi
| Saison    | Équipe                    | Compétition     |   | PJ | B | A | Pts | Pun             |  | Résultat |
| 2013-2014 | Sélection de l'Est Suisse | TIHPQ           | 6 | 0  | 1 | 1 | 4   |                 |  |          |
| 2020-2021 | HC Ambrì-Piotta           | Coupe de Suisse | 3 | 0  | 0 | 0 | 4   | Quart de finale |  |          |
| 2023      | HC Ambrì-Piotta           | Coupe Spengler  | 3 | 0  | 0 | 0 | 2   | Quart de finale |  |          |

### En équipe nationale
| Année | Équipe     | Compétition                 |   | PJ | B | A | Pts | Pun      |  | Résultat |
| 2019  | Suisse U18 | Championnat du monde U18    | 7 | 0  | 1 | 1 | 2   | 9e place |  |          |
| 2020  | Suisse U20 | Championnat du monde junior | 5 | 0  | 0 | 0 | 0   | 5e place |  |          |
| 2021  | Suisse U20 | Championnat du monde junior | 4 | 0  | 0 | 0 | 0   | 9e place |  |          |

## Trophées et honneurs personnels

### Swiss League
- Champion de la saison 2024-2025 avec le HC Viège.

### Équipe nationale
- Désigné comme étant un des 3 meilleurs joueurs de sa sélection nationale lors du Championnat du monde U18 2019.